# سلسلة أدوات جنو
سلسلة أدوات جنو عبارة عن مجموعة واسعة من أدوات البرمجة التي أنتجها مشروع جنو. تشكل هذه الأدوات سلسلة أدوات (مجموعة من الأدوات المستخدمة بطريقة تسلسلية) تستخدم لتطوير تطبيقات البرامج وأنظمة التشغيل.
تلعب سلسلة أدوات جنو دورًا حيويًا في تطوير لينكس وبعض أنظمة بيركلي والبرمجيات للأنظمة المضمنة. يتم أيضًا استخدام أجزاء من سلسلة أدوات جنو بشكل مباشر أو نقلها إلى منصات أخرى مثل سولاريس وماك أو إس ومايكروسوفت ويندوز (عبر سيج وين و MinGW/MSYS/WSL2 ) و بلاي ستيشن بورتبل (تستخدمها مشهد تعديل PSP )  و بلاي ستيشن 3.

## مكونات
المشاريع في سلسلة أدوات جنو هي:
- نظام بناء جنو – build tool suite
- جنو بينوتيلز – collection of tools for operating on object files; most notably include the GNU assembler and linker; typically used in conjunction with the GNU compiler collection (GCC)
- GNU Bison
- GNU C Library – مكتبة للغة سي
- GNU Compiler Collection – optimizing compiler produced by the GNU Project, key component of the GNU tool-chain and standard compiler for most projects related to GNU and the Linux kernel.
- GNU Debugger – source-level debugger
- GNU m4 – معالج حاسوب
- GNU make – أداة برمجية

## روابط خارجية
- GCC، مجموعة مُجمِّعات GNU
- البناء والتثبيت تحت لينكس
- سلاسل أدوات Win32 GNU المعدة مسبقًا لمختلف المنصات المضمنة